# Calcio ai IX Giochi del Mediterraneo
Il torneo di calcio ai IX Giochi del Mediterraneo si è svolto dal 9 settembre al 17 settembre 1983.

## Fase a gironi

### Gruppo A
| Gruppo A | Gruppo A | Gruppo A | Gruppo A | Gruppo A | Gruppo A | Gruppo A | Gruppo A | Gruppo A |
| Squadra  | G        | V        | N        | P        | F        | S        | DR       | PT       |
| -------- | -------- | -------- | -------- | -------- | -------- | -------- | -------- | -------- |
| Marocco  | 2        | 1        | 1        | 0        | 3        | 1        | +2       | 3        |
| Grecia   | 2        | 1        | 1        | 0        | 2        | 1        | +1       | 3        |
| Libia    | 2        | 0        | 0        | 2        | 2        | 5        | -3       | 0        |

| Casablanca 9 settembre 1983 | Marocco | 0 – 0 | Grecia |  |

| Casablanca 11 settembre 1983 | Grecia | 2 – 1 | Libia |  |

| Casablanca 13 settembre 1983 | Marocco | 3 – 1 | Libia |  |

### Gruppo B
| Gruppo B | Gruppo B | Gruppo B | Gruppo B | Gruppo B | Gruppo B | Gruppo B | Gruppo B | Gruppo B |
| Squadra  | G        | V        | N        | P        | F        | S        | DR       | PT       |
| -------- | -------- | -------- | -------- | -------- | -------- | -------- | -------- | -------- |
| Egitto   | 2        | 1        | 1        | 0        | 1        | 0        | +1       | 3        |
| Francia  | 2        | 1        | 1        | 0        | 1        | 0        | +1       | 3        |
| Siria    | 2        | 0        | 0        | 2        | 0        | 2        | -2       | 0        |

| Casablanca 9 settembre 1983 | Francia | 1 – 0 | Siria |  |

| Casablanca 11 settembre 1983 | Egitto | 1 – 0 | Siria |  |

| Casablanca 13 settembre 1983 | Egitto | 0 – 0 | Francia |  |

### Gruppo C
| Gruppo C | Gruppo C | Gruppo C | Gruppo C | Gruppo C | Gruppo C | Gruppo C | Gruppo C | Gruppo C |
| Squadra  | G        | V        | N        | P        | F        | S        | DR       | PT       |
| -------- | -------- | -------- | -------- | -------- | -------- | -------- | -------- | -------- |
| Turchia  | 2        | 1        | 0        | 1        | 3        | 2        | +1       | 2        |
| Algeria  | 2        | 1        | 0        | 1        | 3        | 3        | 0        | 2        |
| Tunisia  | 2        | 1        | 0        | 1        | 4        | 5        | -1       | 2        |

| Casablanca 9 settembre 1983 | Turchia | 3 – 1 | Tunisia |  |

| Casablanca 11 settembre 1983 | Tunisia | 3 – 2 | Algeria |  |

| Casablanca 13 settembre 1983 | Turchia | 0 – 1 | Algeria |  |

## Fase a eliminazione diretta
|  | Semifinali | Semifinali | Semifinali |         |         | Finale          | Finale          | Finale          |  |
|  |            |            |            |         |         |                 |                 |                 |  |
|  | Marocco    | Marocco    | 2          |         |         |                 |                 |                 |  |
|  | Marocco    | Marocco    | 2          |         |         |                 |                 |                 |  |
|  | Egitto     | Egitto     | 1          |         |         |                 |                 |                 |  |
|  | Egitto     | Egitto     | 1          |         | Marocco | Marocco         | 3               |                 |  |
|  |            |            |            |         | Marocco | Marocco         | 3               |                 |  |
|  |            |            | Turchia    | Turchia | 0       |                 |                 |                 |  |
|  | Turchia    | Turchia    | Turchia    | Turchia | 0       | 1               |                 |                 |  |
|  | Turchia    | Turchia    |            |         |         | 1               |                 |                 |  |
|  | Francia    | Francia    | 0          |         |         | Finale 3º posto | Finale 3º posto | Finale 3º posto |  |
|  | Francia    | Francia    | 0          |         |         |                 |                 |                 |  |
|  |            |            |            |         |         |                 |                 |                 |  |
|  |            |            |            |         |         | Egitto          | Egitto          | 0 (5)           |  |
|  |            |            |            |         |         | Egitto          | Egitto          | 0 (5)           |  |
|  |            |            |            |         |         | Francia         | Francia         | 0 (2)           |  |

### Semifinali
| Casablanca 15 settembre 1983 | Marocco | 2 – 1 | Egitto |  |

| Casablanca 15 settembre 1983 | Turchia | 1 – 0 | Francia |  |

### Finale 3/4º posto
| Casablanca 17 settembre 1983                 | Egitto               | 0 – 0 | Francia |  |
| \| \| \| \| \| \| Tiri di rigore 5 – 2 \| \| |                      |       |         |  |
|                                              |                      |       |         |  |
|                                              | Tiri di rigore 5 – 2 |       |         |  |

### Finale
| Casablanca 17 settembre 1983 | Marocco | 3 – 0 | Turchia |  |

## Medagliere
| Posizione | Paese   |
| --------- | ------- |
|           | Marocco |
|           | Turchia |
|           | Egitto  |
| 4         | Francia |